# Albert Bothner
Albert Bothner (* 21. März 1889 in Stuttgart; † 8. Januar 1968 in Ulm) war ein deutscher Landrat.

## Leben und Werk
Albert Bothners Vater war Präsident der Württembergischen Oberrechnungskammer. Er besuchte bis 1907 das Karls-Gymnasium Stuttgart. Von 1908 bis 1911 studierte er Rechtswissenschaften in Tübingen, München und Leipzig. Seit dem Wintersemester 1908/09 war er Mitglied der Studentenverbindung Akademische Gesellschaft Stuttgardia Tübingen. 1913 und 1919 legte er die höheren Dienstprüfungen ab. 1919 trat er in die württembergische Innenverwaltung ein. 1921 wurde er Amtmann beim Oberamt Tettnang. 1922 wechselte Albert Bothner zur Landwirtschaftlichen Hochschule Hohenheim, dort wurde er 1923 Regierungsrat. Von 1929 bis 1936 war er Oberamtsverweser und Landrat beim Oberamt Künzelsau und zwischen 1936 und 1938 Landrat beim Oberamt Kirchheim. Zwischen 1938 und 1945 war er Landrat des Landkreises Ehingen. 1945 wurde er auf Anordnung der US-Militärregierung entlassen und bis zum 10. Dezember 1947 interniert. Am 10. März 1948 wurde er wieder als Beamter bei der Abteilung Straßen- und Wasserbau des Innenministeriums Württemberg-Hohenzollern eingestellt, bereits am 31. Dezember 1948 ging er krankheitshalber vorzeitig in den Ruhestand. 
1916 heiratete Bothner Elsbeth Glück, das Paar hatte eine Tochter.

## Auszeichnungen
- Eisernes Kreuz I. und II. Klasse
- Goldene württembergische Militärverdienstmedaille